# Xindian (socken i Kina, Sichuan, lat 29,92, long 104,48)
Xindian (kinesiska: 新店乡, 新店) är en socken i Kina. Den ligger i provinsen Sichuan, i den sydvästra delen av landet, omkring 91 kilometer sydost om provinshuvudstaden Chengdu.
Genomsnittlig årsnederbörd är 1 330 millimeter. Den regnigaste månaden är juli, med i genomsnitt 290 mm nederbörd, och den torraste är december, med 13 mm nederbörd.